# Adenauerteich

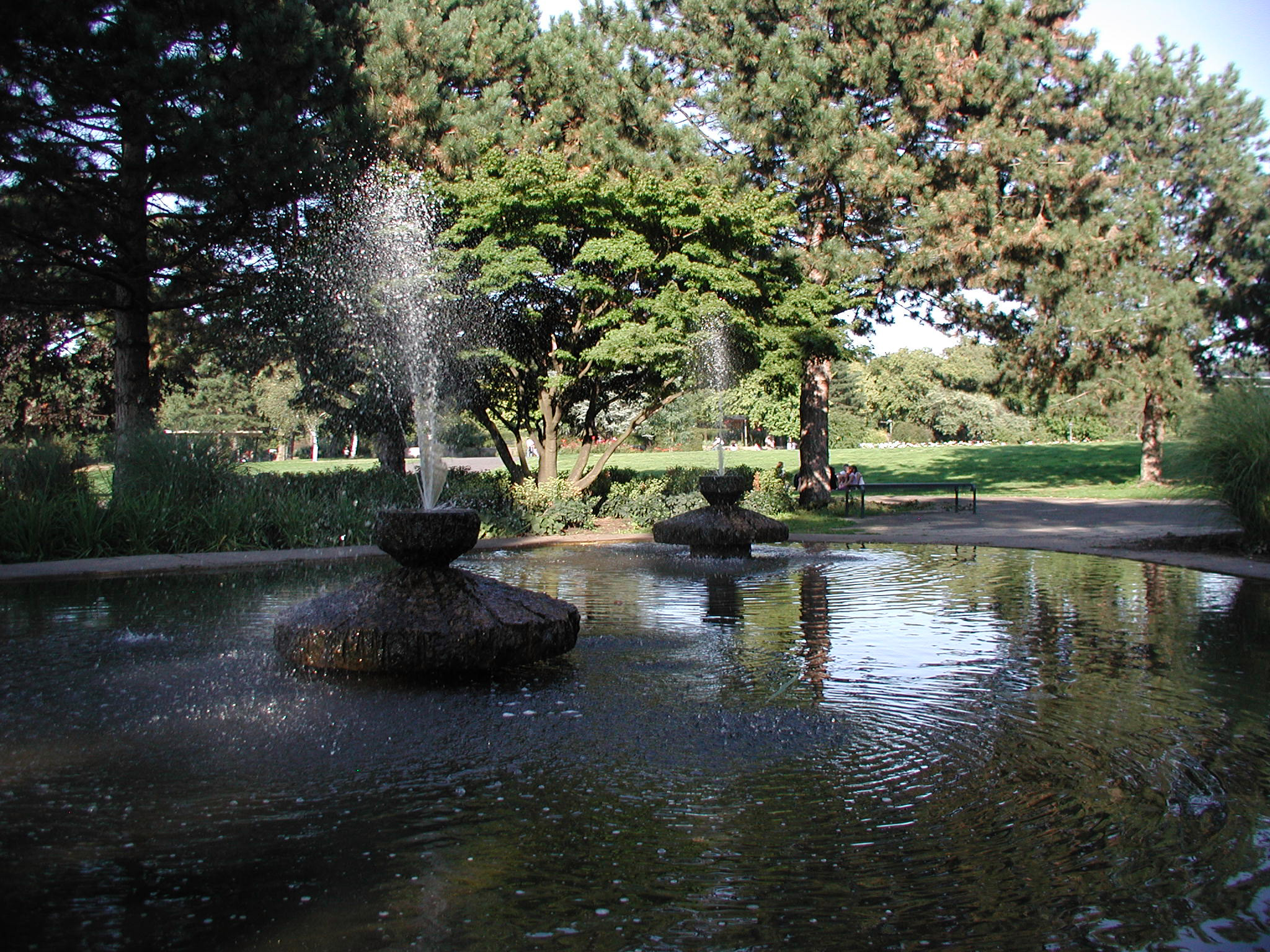
Brunnen im Adenauerteich

Der Adenauerteich ist ein Brunnenteich im Kölner Rheinpark.
Der Teich wurde 1957 zur Bundesgartenschau zusammen mit einem Rosengarten errichtet. Der nierenförmige Teich erhielt in Anlehnung an den ehemaligen Kölner Oberbürgermeister und Bundeskanzler Konrad Adenauer den Namen Adenauerteich, weil dieser hobbymäßiger Rosenzüchter war. Zur Bundesgartenschau 1971 wurde der Teich umgestaltet und drei Kronenbrunnen mit Wasserfontänen nach Entwürfen von Kurt Schönbohm installiert. Der Adenauerteich ist ein Folienteich, der im Sommer zum Schutz der Folien mit Wasser gefüllt ist. Von den drei Kronenbrunnen existieren nur noch die beiden im nördlichen Teil des Teiches.